# Japanischer Garten (Interlaken)

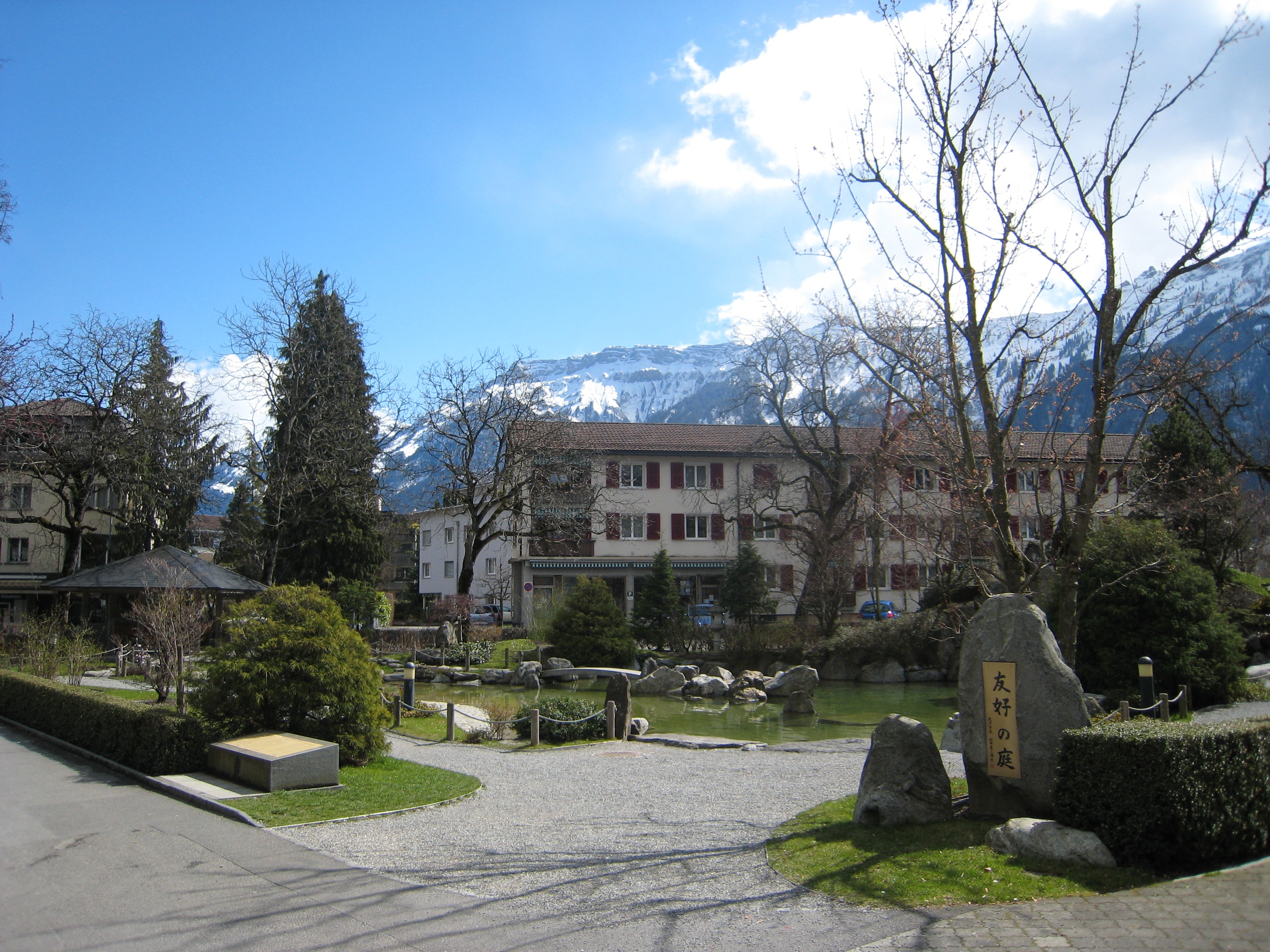

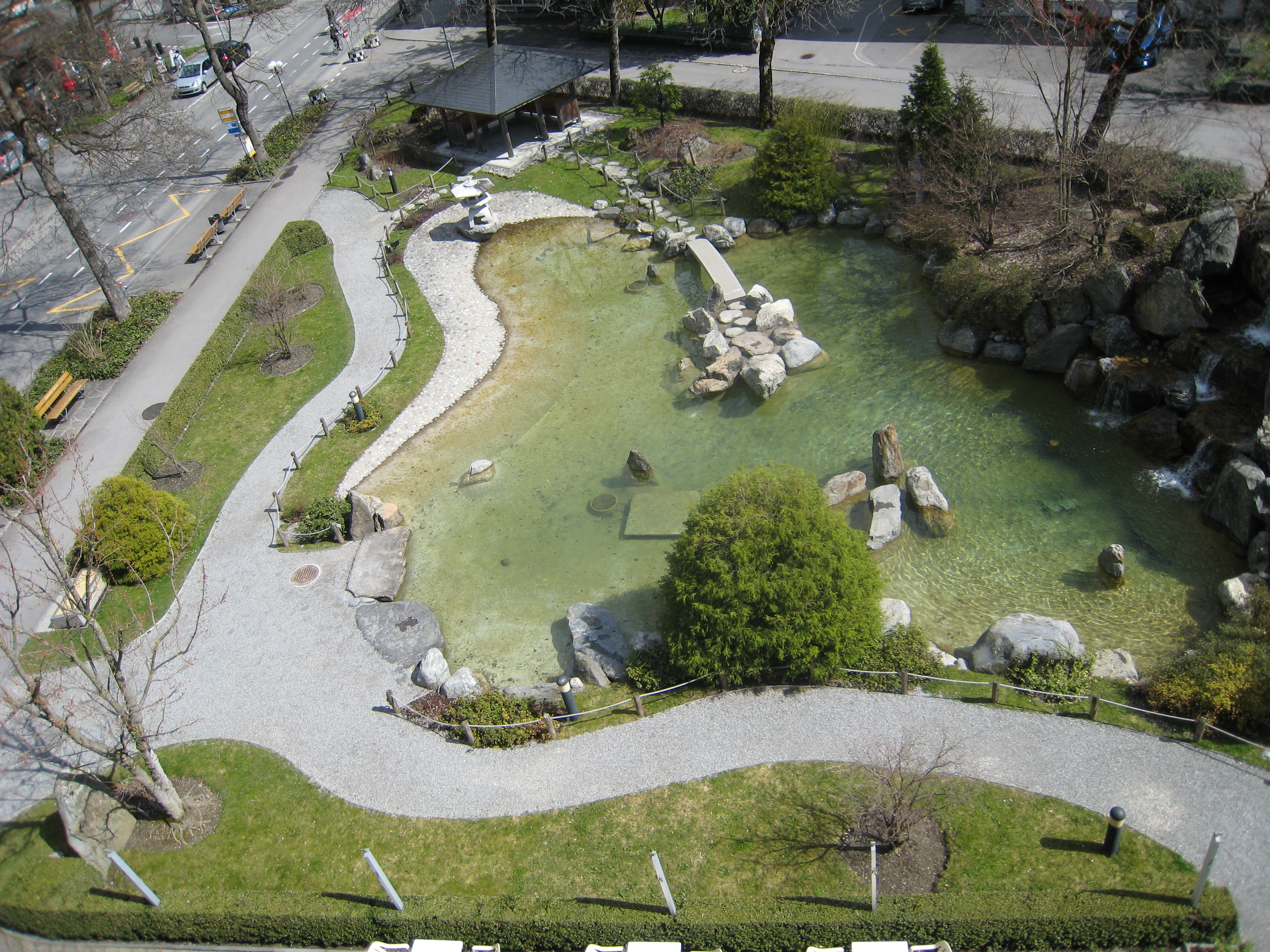

Der Japanische Garten Interlaken, auch Garten der Freundschaft genannt, wurde 1995 erbaut und befindet sich in der Nähe vom Schloss Interlaken und der Katholischen Kirche. Der Japangarten ist ein Geschenk der Stadt Ōtsu an ihre Partnerstadt Interlaken. Die Partnerschaft beider Städte besteht seit 1978. Zur Zeit seiner Erbauung war er der erste öffentliche japanische Garten der Schweiz.

## Erstellung
Für die Erstellung des Gartens hatte die Stadt Ōtsu Landschaftsarchitekten und Gärtner nach Interlaken entsandt, um mit Schweizer Fachleuten gemeinsam den Garten zu errichten. Insgesamt wurden 380 Tonnen Steinblöcke verwendet und nach den Regeln japanischer Gartenbaukunst in Form und Stellung gebracht.

## Komposition und Symbolik
Der japanische Garten von Interlaken nimmt Bezug auf seine Umgebung und symbolisiert das Gebirge vom Berner Oberland  mit seinen Wasserfällen und Schluchten. Der Shinji Teich stellt den Brienzersee und Thunersee dar. Seine Inseln zeigen Kranich und Schildkröte, die in Japan jung bleiben und langes Leben verkörpern. Die Zahlen fünf und drei, welche in der buddhistischen Lehre eine wichtige Rolle spielen, kommen oft vor. Die Zahl drei ist in den Bäumen und Sträuchern zu sehen, welche die japanischen Gärtner immer zu dritt eingepflanzt hatten, was ein Symbol für Ruhe und Einheit darstellt. Ōtsu möchte, laut seiner Gedenktafel, die Bevölkerung von Interlaken an die Landschaft am Biwa-See und die umliegenden Berge erinnern und gleichzeitig seine Liebe zur Natur weltweit vermitteln.

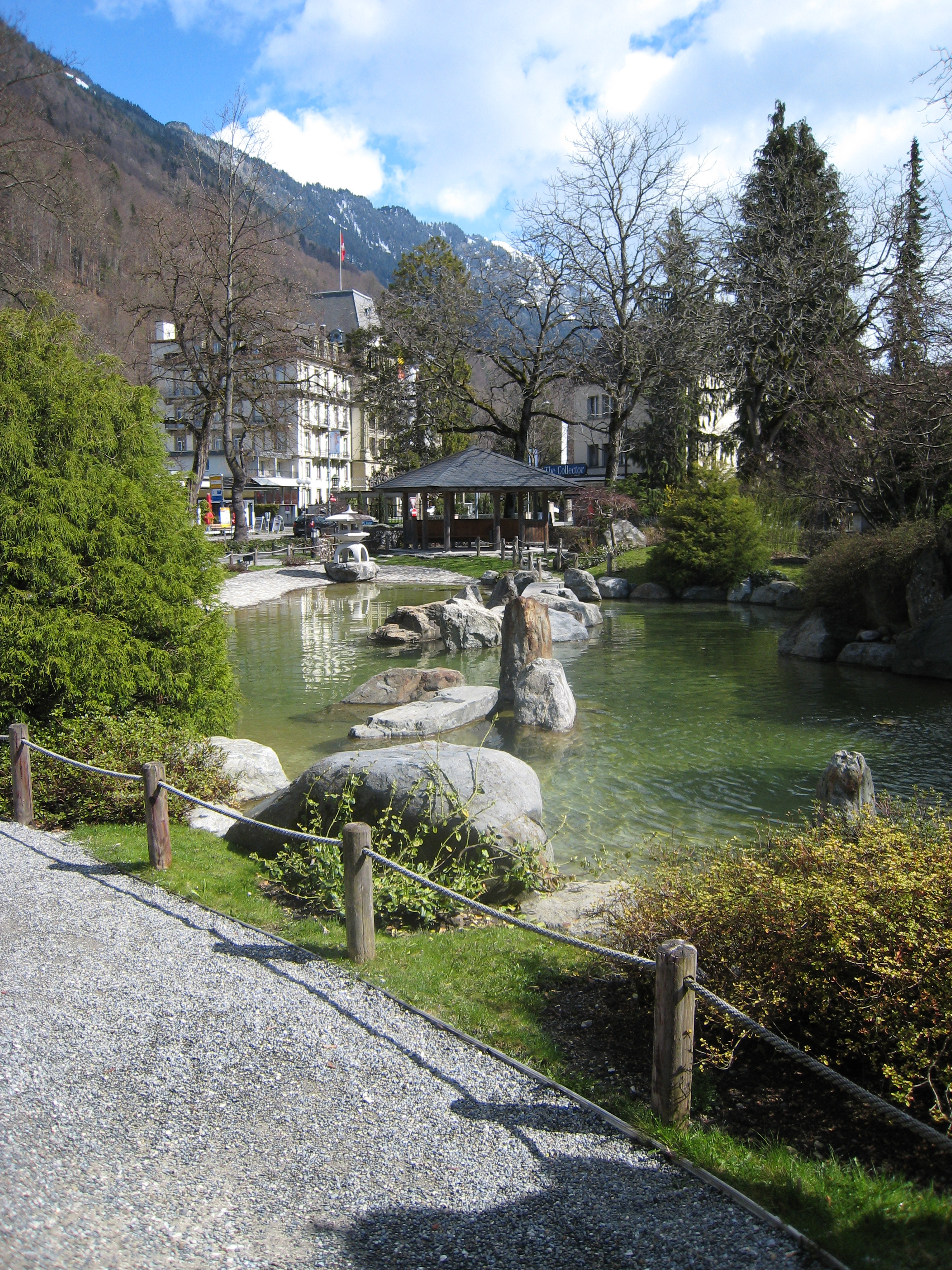
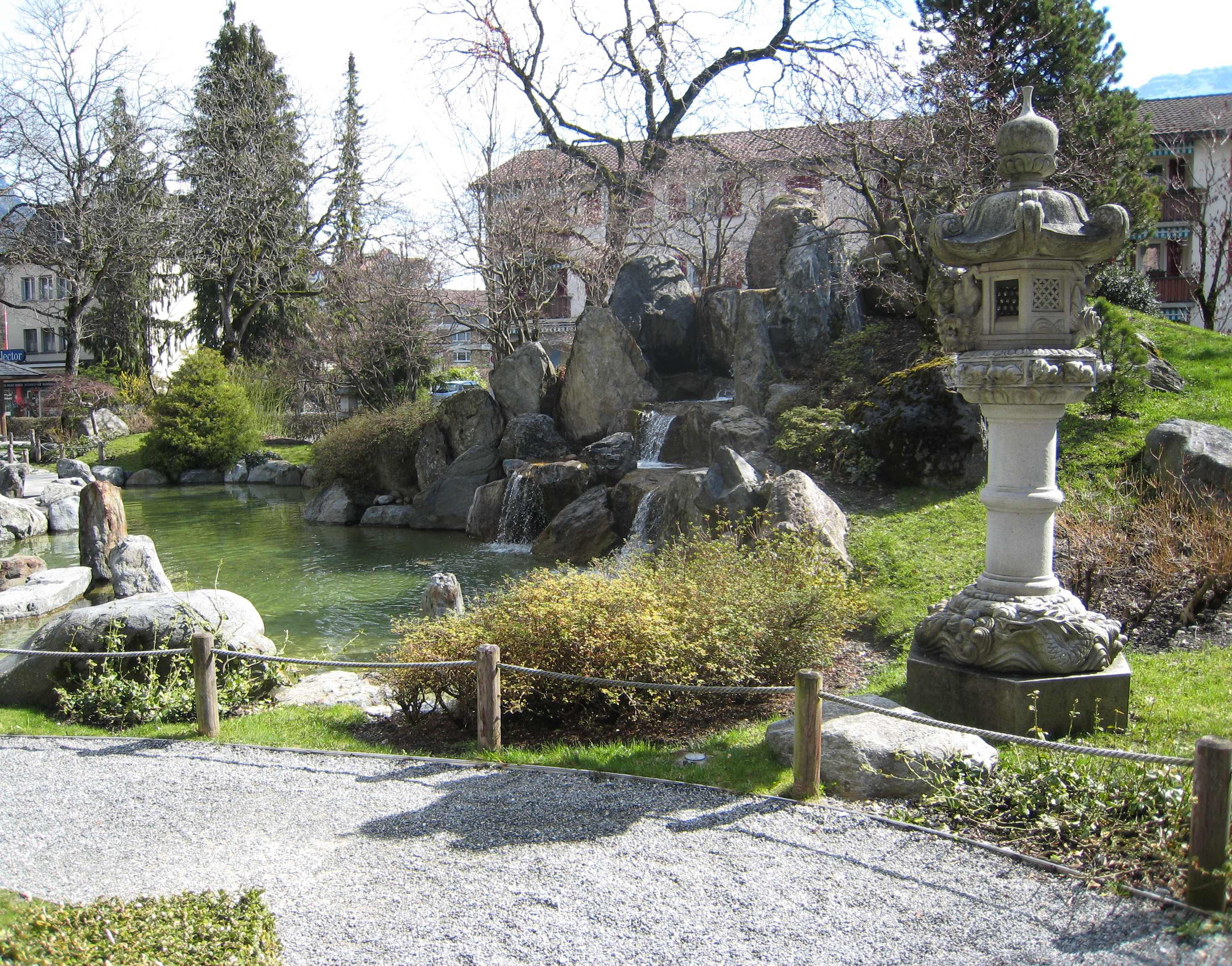
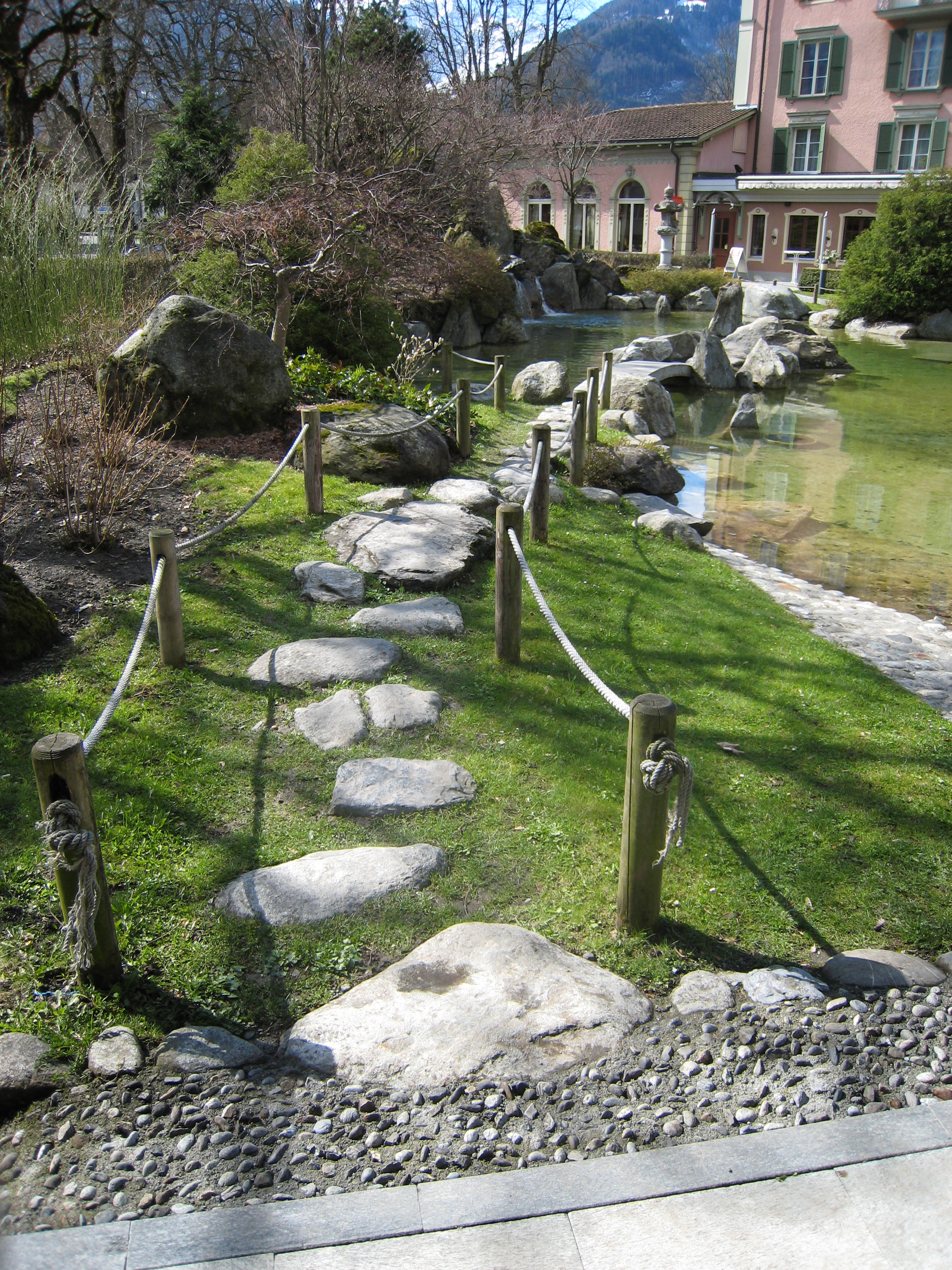
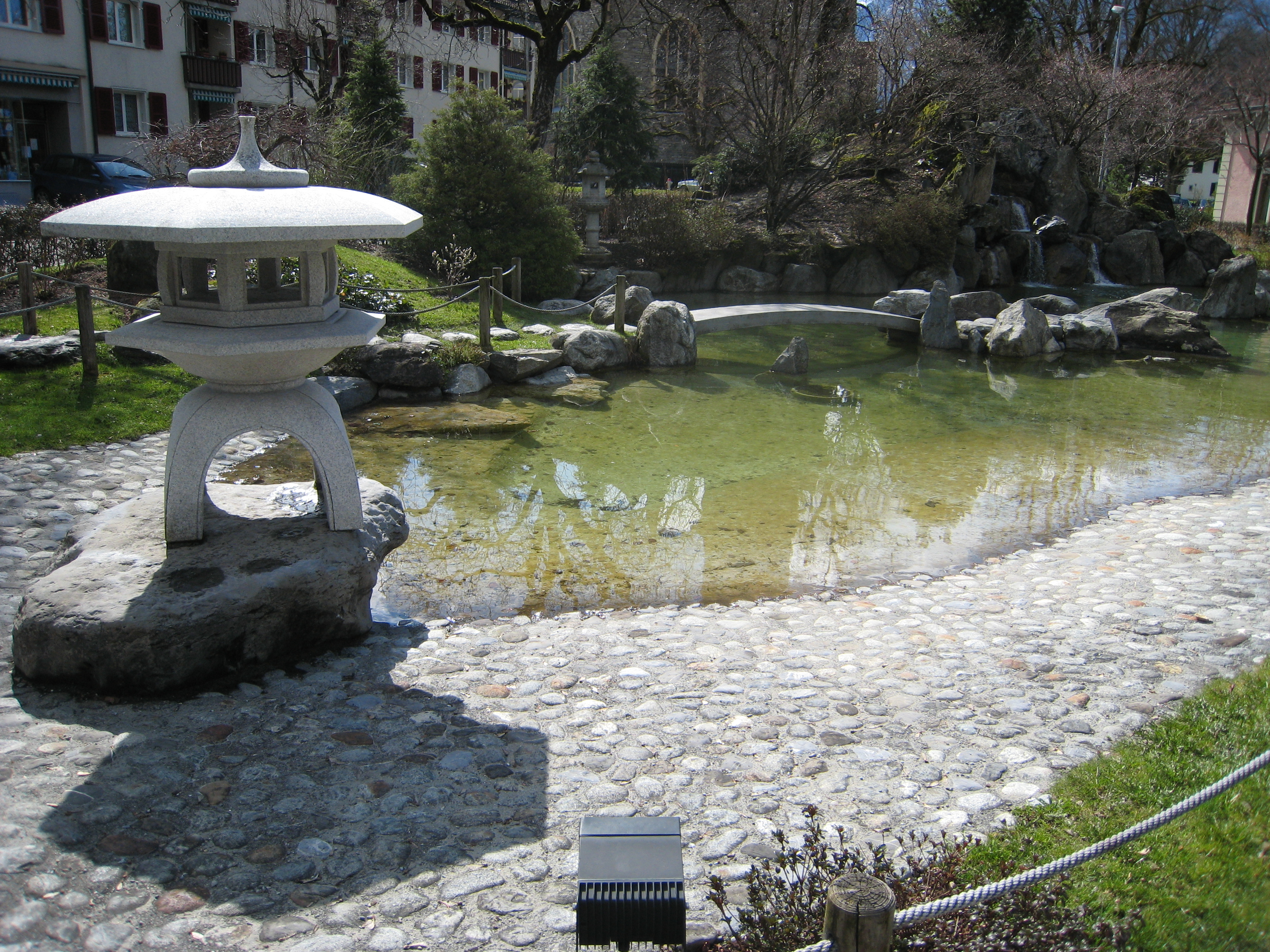
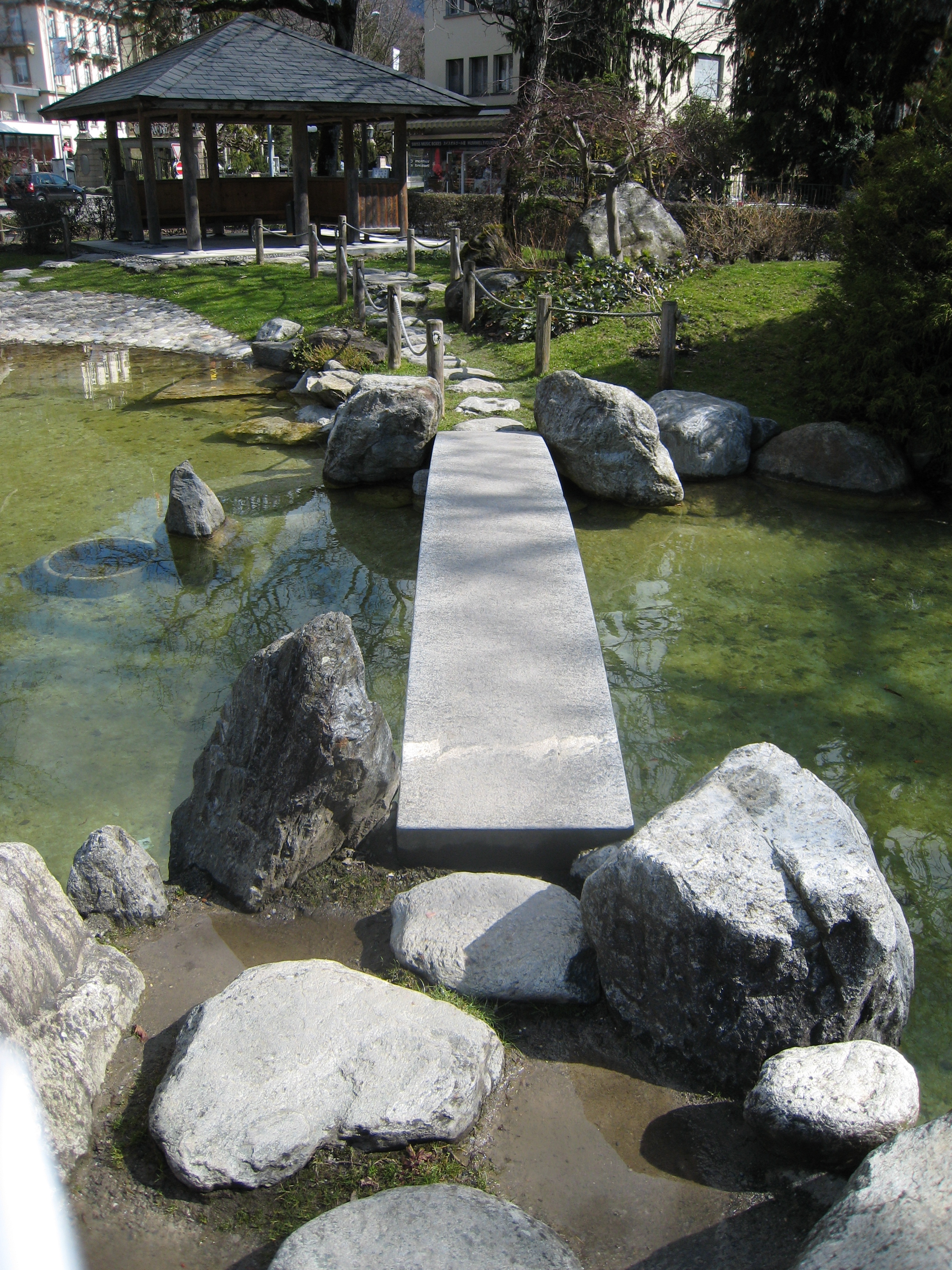